# Foster's Group
Foster's Group — австралійська корпорація, що працює в галузі виробництва та реалізації алкогольних та безалкогольних напоїв. Основним виробничим активом корпорації є компанія Carlton & United Breweries — провідний виробник пива та слабоалкогольних напоїв в Австралії та Тихоокеанському регіоні в цілому.
Foster's Group функціонує у формі публічної компанії, акції якої торгуються на Австралійській біржі цінних паперів та входять до розрахунку провідного фондового індексу країни S&P/ASX 50. Штаб-квартира корпорації розташована у Мельбурні.

## Історія
Корпорація веде свою історію від 1888 року, в якому у Мельбурні братами Вільямом та Ральфом Фостерами було засновано броварню, що отримала назву Foster's за прізвищем засновників. Водночас ця броварня не є найстарішим з активів, що об'єднані сучасною Foster's Group — ще 1824 року розпочала роботу броварня Cascade Brewery, за 30 років — Victoria Brewery, а у 1858 — Carlton Brewery. 1907 року ці та декілька інших австралійських компаній злилися, утворивши пивоварну групу Carlton & United Breweries.
Протягом XX століття Carlton & United побудувала або придбала цілу низку пивоварних виробництв в Австралії, а також у Фіджі та Самоа. З придбанням у 1983 році броварні Tooth Brewing компанія стала найбільшим виробником пива «зеленого континенту». Того ж року її було придбано агропромисловою компанією Elders IXL. За сім років, в листопаді 1990, Elders IXL пройшла переєстрацію, змінивши назву на Foster's Brewing Group Limited.
1996 року Foster's Group придбала декілька виноградників, розпочавши таким чином інвестиції у виноробство. Протягом наступних років компанія активно вкладала кошти у виноградники в Австралії, а також у США. Згодом було прийняте рішення про виокремлення виноробного бізнесу Foster's Group в окрему компанію і 2011 року усі виноробні активи корпорації відійшли до новоствореної Treasury Wine Estates Limited.
Наразі Foster's Group зосереджує свою діяльність на ринку пива. Крім цього вона є найбільшим виробником сидру в Австралії, утримує суттєві частки ринку алкогольних, слабоалкогольних та безалкогольних напоїв країни.

## Асортимент пива

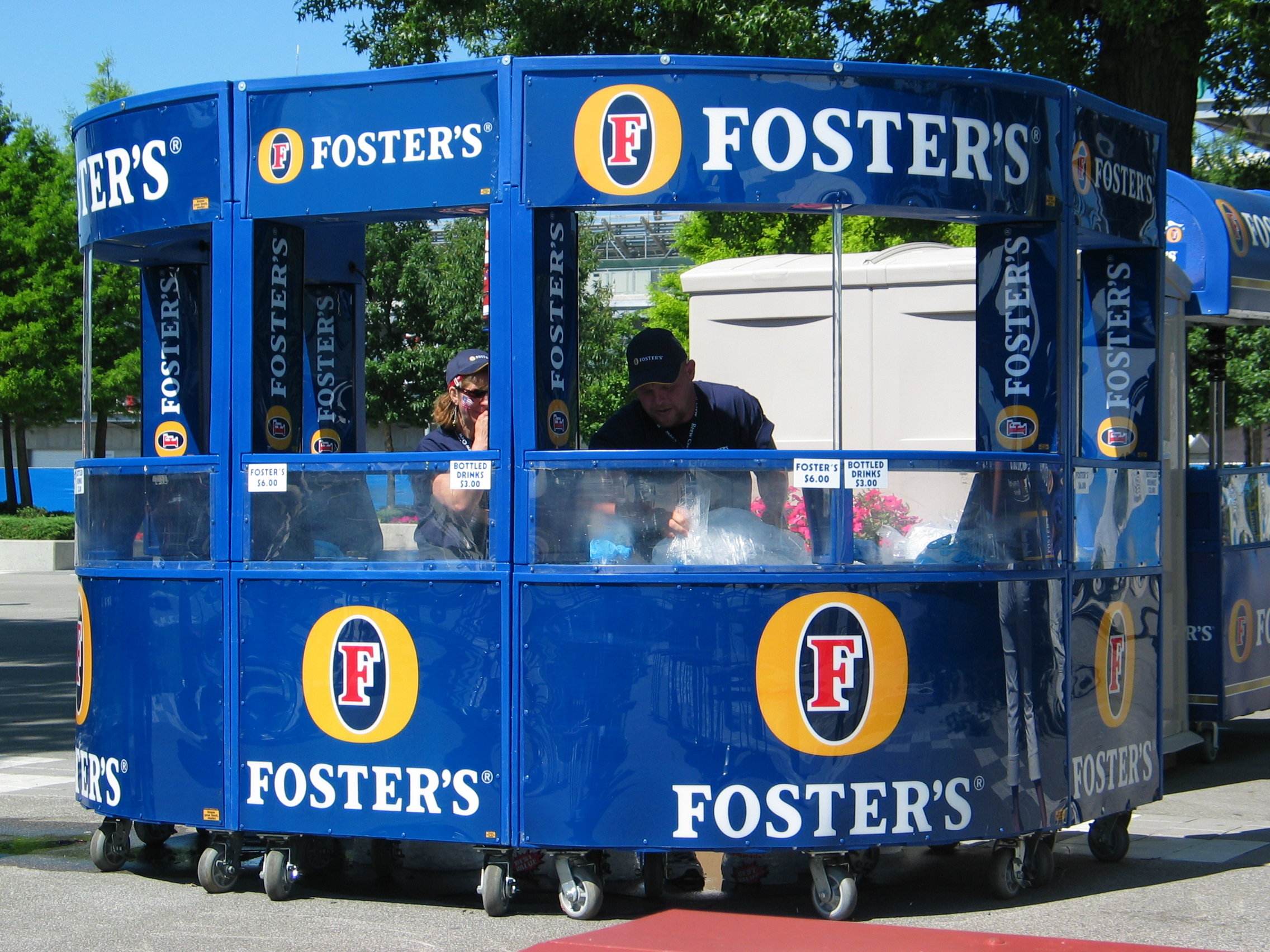
Кіоск з продажу Foster's у США.

Найвідомішим у світі брендом компанії є Foster's Lager, широка популярність якого й обумовила свого часу вибір її сучасної назви. Це пиво реалізується на десятках зовнішніх ринків, виробляється на умовах ліцензії у США, Канаді та В'єтнамі.
Водначас на внутрішньому ринку найпопулярнішим пивом компанії є не Foster's, а Victoria Bitter. Компанія також випускає пиво під іншими власними торговельними марками, такими як Carlton, Crown та Cascade.
Крім цього Foster's Group займається імпортом та дистрибуцією на території Австралії та деяких країн пива низки відомих міжнародних брендів, зокрема Asahi Super Dry, Carlsberg, Stella Artois, Corona, Kronenbourg 1664.